# Agalmopolynema aza
Agalmopolynema aza är en stekelart som beskrevs av Fidalgo 1988. Agalmopolynema aza ingår i släktet Agalmopolynema och familjen dvärgsteklar. Inga underarter finns listade i Catalogue of Life.